# کمیسیون تحقیق مجلس شورای اسلامی

کمیسیون تحقیق یکی از کمیسیون‌های خاص مجلس شورای اسلامی ایران است.

بر اساس ماده ۴۲ آیین‌نامه داخلی مجلس شورای اسلامی، کمیسیون تحقیق مجلس شورای اسلامی وظیفه بررسی اعتبارنامه‌های نمایندگان مجلسی که توسط شعب مورد تأیید قرار نگرفته یا از سوی دیگر نمایندگان مورد اعتراض واقع شده‌اند را بر عهده دارد. هر یک از شعب پانزده‌گانه مجلس شورای اسلامی پس از تعیین هیئت رئیسه خود، موظفند دو نفر از اعضای خود را که آگاهی بیشتری به مسائل حقوقی داشته و از صلاحیت لازم برخوردار هستند را برای عضویت در کمیسیون تحقیق معرفی کنند تا در جلسه علنی قرائت شود (یکی به عنوان عضو اصلی و یکی به عنوان عضو علی‌البدل). لذا کمیسیون تحقیق دارای ۱۵ عضو اصلی و ۱۵ عضو علی‌البدل خواهد بود.
کمیسیون تحقیق از اولین روزهای آغازین هر مجلس جدید، فعالیت خود را آغاز می‌کند. در واقع این کمیسیون مسوول بررسی عملکرد و درستی هر یک از نمایندگانی است که مورد شک یا اعتراض واقع شوند. استعلام مدارک تحصیلی نماینده مورد نظر، بررسی سوابق مالی و پیگیری روند انتخاب عادلانه وی در حوزه انتخابی‌اش، از جمله اقداماتی است که کمیسیون تحقیق در برخورد با این موارد انجام می‌دهد. در نهایت، گزارش کمیسیون تحقیق به صحن علنی مجلس برده شده و مورد تصمیم‌گیری عمومی قرار می‌گیرد. مخبر کمیسیون تحقیق نیز می‌تواند هنگام ارایه گزارش در صحن علنی مجلس، شرحی ۱۵ دقیقه‌ای از پرونده مورد نظر ارایه دهد. همچنین نماینده مورد نظر نیز می‌تواند در زمان ۳۰ دقیقه‌ای که به او داده می‌شود، از خود دفاع نماید.
در حال حاضر، یعنی در سال دوم از مجلس یازدهم، علی‌اصغر خانی به عنوان رئیس و علی آذری به عنوان نایب رئیس اول کمیسیون تحقیق گماشته شده‌اند.